# グッドパートナー 無敵の弁護士
『グッドパートナー 無敵の弁護士』（グッドパートナー むてきのべんごし）は、2016年4月21日から6月16日まで毎週木曜日21:00 - 21:54に、テレビ朝日系「木曜ドラマ」枠で放送されたテレビドラマである。主演は竹野内豊。
企業法務を専門にする弁護士を描くドラマ。

## 登場人物

### 主要人物
咲坂健人（さきさか けんと）
演 - 竹野内豊
「神宮寺法律事務所」のパートナー弁護士。佳恵は元妻で今は12歳の娘・みずきとふたりで暮らしている。マンション「GARDENHILLS HANAMIGAOKA」305号室の入居者。
夏目佳恵（なつめ よしえ）
演 - 松雪泰子
経歴：神宮寺法律事務所
→ ヴィーナス法律事務所（最終話）
「神宮寺法律事務所」のパートナー弁護士。最終話で「ヴィーナス法律事務所」へ移籍。

### 神宮寺法律事務所
熱海優作（あたみ ゆうさく）
演 - 賀来賢人
新人アソシエイト弁護士。駒場大学の卒業生。
赤星元（あかほし げん）
演 - 山崎育三郎
アソシエイト弁護士 → パートナー弁護士。ニックネームは「レッド」。
城ノ内麻里（じょうのうち まり）
演 - 馬場園梓（アジアン）
アソシエイト弁護士。
朝丘理恵子（あさおか りえこ）
演 - 宮地雅子
ベテラン秘書。
茂木さとみ（もぎ さとみ）
演 - 岡本あずさ
パラリーガル。
猫田純一（ねこた じゅんいち）
演 - 杉本哲太
パートナー弁護士。
生垣太郎
演 - 坂口涼太郎（最終話）
新人アソシエイト弁護士。
九十九治（つくも おさむ）
演 - 大倉孝二
パラリーガル。何度も司法試験に挑戦するも不合格がかさみ、受験資格を失ってしまった。
神宮寺一彦（じんぐうじ かずひこ）
演 - 國村隼
代表。ボス弁。

### 岬＆マッキンリー法律事務所
坂ノ上吾郎
演 - 木川淳一（第1話）
パートナー弁護士。
三井寿明
演 - 諌山幸治（第1話）
パートナー弁護士。
北尾康彦
演 - 松葉洋人（第1話）
アソシエイト弁護士。
ロバート・キャンベル
演 - リーデル・ティモ（第1話）
アソシエイト弁護士。
吉野めぐみ
演 - 水口早香（第1話）
アソシエイト弁護士。
香田和宏
演 - 近藤芳正（第1話）
パートナー弁護士。「帝都広告」の顧問弁護士。
原田葉一
演 - 羽場涼介（第7・8話）
アソシエイト弁護士。言葉を発しないので咲坂健人に「ロボット」というニックネームを付けられる。
岬伊知郎
演 - 正名僕蔵（第7・8話）
代表弁護士。「土井垣設備」の代理人。

### ヴィーナス法律事務所
美山亜希子
演 - 峯村リエ（第8話・最終話）
弁護士。夏目佳恵の知人で、佳恵に事務所移籍話を持ちかける。
高木黎
演 - 小池由（最終話）
アソシエイト弁護士。

### 咲坂家の関係者
島谷涼子（しまたに りょうこ）
演 - 宮﨑香蓮
みずきの家庭教師。駒場大学法学部の学生で、熱海優作の後輩。
グエン
演 - 上地春奈
咲坂家のハウスキーパー。ベトナム人で、本名は「森山・ティ・グエンファン」。日本人の医師と結婚していた。
咲坂みずき（さきさか みずき）
演 - 松風理咲
咲坂健人と夏目佳恵の娘。世田谷区立「花美ヶ丘小学校」の児童。どちらについていくかを離婚時に聞かれ、父・咲坂を選んだ。

### その他
仙石雪之丞（せんごく ゆきのじょう）
演 - 合田雅吏
日本舞踊「仙石流」師範名取。
岸田英樹
演 - 横田栄司（第3話・第5話 - 最終話）
「フィジカルショア」法務部部長。夏目佳恵に結婚を申し込む。
大田蘭子
演 - 小松彩夏（第6話 - 第8話）
「婚活サポート.com」主催の「お見合いRUN」参加者。「お見合いRUN」で猫田純一とカップルになる。
第7話で猫田からプロポーズされるが、実は結婚詐欺師で見合いサイトで知り合った複数の男性から金をだまし取り逮捕される（第8話）。

### ゲスト

#### 第1話
重国夕子
演 - 鈴木杏樹
「マミーデザイン」社長。
村岡雅美
演 - 荻野友里
「マミーデザイン」社員。
牧田あかね
演 - 桜川博子
「マミーデザイン」社員。
前園薫
演 - 手塚とおる
「帝都広告」法務部長。
橋本直之
演 - 山崎潤
「帝都広告」法務部課長。
長谷川祐二
演 - 小久保寿人
「帝都広告」社員。前園の部下。
塚圭介
演 - 吉成浩一
「帝都広告」社員。
柿内萌子
演 - 前野恵
猫田純一の見合い相手。猫田との見合いで通算12回目。

#### 第2話
宮前克美
演 - モロ師岡
「宮前克美法律事務所」の弁護士。小西勝也の案件と「唐松物産」の案件の担当。
小西勝也
演 - 野間口徹
「シンヨーメディカル」元社員。
日向俊矢
演 - 高橋光臣（第3話にも出演）
「ヒューガ クラウド」CEO。
日向美紀
演 - 青山倫子（第3話にも出演）
日向の妻。
角田一樹
演 - 三浦浩一
「シンヨーメディカル」社長。
武藤誠司
演 - 田口主将
「チドリ電工」社長。
井上憂美
演 - Erina
猫田純一の見合い相手。
木庭裕一
演 - 佐々木省三
「東京開央医科大学」先生。
新谷安未
演 - 向衣琴
「栄南医療センター」職員。
中井奈加子
演 - 村井美和
「しゃぶ楼」仲居。

#### 第3話
森誠一
演 - 望月章男
「ヒューガ クラウド」社員。
高井戸正樹
演 - 紀村龍
「ヒューガ クラウド」社員。
南真之
演 - 森谷勇太
「サンデーメディアサービス」社員。
占地丈士
演 - 児玉貴志
「山堂組」組員。
レイカ
演 - 佐藤侑梨
クラブのホステス。
東海林綾子
演 - 井上貴美
「婚活サポート.com」の登録者。
滑志田吾郎
演 - 星田英利
「サンデーメディアサービス」社長。

#### 第4話
鳥飼健三
演 - 竜雷太
「鳥飼シューズ」会長。
鳥飼孝太郎
演 - 矢柴俊博
「鳥飼シューズ」社長。
野上雅巳
演 - 三上市朗
弁護士。咲坂健人の同期。
今中
演 - 村上幸平
「東城経済新聞」記者。
田所清一
演 - 高桑満
「鳥飼シューズ」専務。
武
演 - 城戸光晴
「鳥飼シューズ」社員。
大久保洋
演 - 池浪玄八
「鳥飼シューズ」常務。
加瀬沢
演 - 出口高司
「鳥飼シューズ」社員。
木曽川秀夫
演 - 嶋本勝博
記者発表の関係者。
斉藤来夢音
演 - 小山希来々
「婚活サポート.com」の登録者。

#### 第5話
葛原正
演 - 小林隆
「桂総合病院」事務長。
厚木義忠
演 - 神尾佑
「桂総合病院」外科部長。
桜井奈緒
演 - 逢沢りな
「桂総合病院」看護師。
桂哲也
演 - 佐渡稔
「桂総合病院」院長。
堀丈太郎
演 - 浅野雅博
「桂総合病院」外科医。
芝山りり子
演 - 深柄比菜
「桂総合病院」看護師。
小和田一樹
演 - 石川シン
「桂総合病院」外科医。
久米杏奈
演 - 坂井裕美
「桂総合病院」スタッフ。
原真利奈
演 - 竹中友紀子
「桂総合病院」の元看護師。
木村真由
演 - 橘美緒
「桂総合病院」の元看護師。
石橋由香
演 - 長城祝華
「桂総合病院」の入院患者。厚木の手術を受ける。
ビル・マッコイ
演 - マソウド ルーズ バハニ
「神宮寺法律事務所」の顧客。
朝霧健三郎
演 - 祖父江進
「神宮寺法律事務所」の顧客。
トム・ゴールドマン
演 - ル ギャル アルノ
「神宮寺法律事務所」の顧客。
キンドル陽子
演 - 佐藤詩子
「神宮寺法律事務所」の顧客。
葛原いずみ
演 - 川北のん
葛原の娘。
鈴木佐奈子
演 - 吉田直未
「婚活サポート.com」の登録者。

#### 第6話
根岸昇
演 - 六平直政
株式会社「いわし丸」社長。
根岸三佐江
演 - 千賀由紀子
根岸の妻。
白石あかね
演 - 伊藤修子
猫田純一が参加した「婚活サポート.com」主催の「お見合いRUN」のスタッフ。
市ヶ谷幸介
演 - 中脇樹人
「東京よつば銀行 赤坂支店」支店長。
仲正樹
演 - 伊藤毅
「東京よつば銀行 赤坂支店」企業融資課行員。
伊月宏美
演 - 目黒杏理
「婚活サポート.com」主催の「お見合いRUN」参加者。
目黒仁志
演 - 藤野大輝（第7話にも出演）
咲坂みずきの同級生。
八郎丸あゆみ
演 - 藤本沙紀
「婚活サポート.com」の登録者。

#### 第7・8話
島津佐知代
演 - あめくみちこ
勝太の母。旅館「しらかぜ荘」女将。
土井垣茂
演 - 福田転球
「土井垣設備」社長。荒木田正直の後援会長。
旅館「しらかぜ荘」の温泉のくみ上げ施設の設備を請け負っていたが、定期点検を怠り天然ガスが施設内にとどまり爆発。だが事故の責任はないと言い張る。
利根川浩一郎
演 - 新井康弘
裁判官。主張に納得したら鼻の穴が膨らむ癖がある。
松木直也
演 - 村杉蝉之介（第8話のみ）
荒木田の秘書。
島津勝太
演 - 渋谷謙人
熱海優作の幼馴染。
島津善治郎
演 - 石井洋祐
勝太の父で旅館「しらかぜ荘」経営者。リトルリーグの元監督。爆発事故の影響で過労がたたり死亡した。
金井加奈子
演 - 高橋美津子
旅館「しらかぜ荘」仲居。
荒木田正直
演 - 清水綋治
「憲進党」所属の衆議院議員。

#### 最終話
名木裕子
演 - 戸田菜穂
名木の妻。結婚後にフラワーアレンジメントの資格を取得。「ナギダイニング」以外にも仕事の幅を広げくて「株式会社 花凛」を設立。2週間前に家を出ていく。旧姓は「山田」。
名木登志夫
演 - 橋本さとし
「ナギダイニング」社長。咲坂健人のクライアント。
水田まり
演 - 上野なつひ
猫田純一の見合い相手。
宮崎瞳
演 - 後藤仁
「ナギダイニング」の従業員だったが、裕子に引き抜かれ「花凛」の従業員になった。
高部明良
演 - 羽場裕一
「高部プロダクション」社長。裕子のマネジメントをしている。本名は「大久保よしお」。

## スタッフ
- 脚本 - 福田靖
- 演出 - 本橋圭太、田村直己、常廣丈太
- 主題歌 - 平井堅「Plus One」[47]
- 音楽 - 林ゆうき
- 日本舞踊指導 - 西川扇与一
- 着物コーディネート・着付 - 森荷葉
- リサーチ - 今井紳介
- 脚本協力 - 株式会社CRG
- 法律アドバイザー - 鈴木知幸（東京丸の内法律事務所）
- 法務指導 - レイ法律事務所
- 法律監修 - 室谷光一郎（室谷総合法律事務所）
- タイトルバック - FILM
- 技術協力 - テイクシステムズ、ブル
- 美術協力 - テレビ朝日クリエイト
- 照明協力 - 共立、ザ・ホライズン
- 編集・MA - ザ・チューブ
- ゼネラルプロデューサー - 黒田徹也（テレビ朝日）、三輪祐見子[48]（テレビ朝日）
- プロデューサー - 都築歩（テレビ朝日）、松野千鶴子（アズバーズ）、神馬由季（アズバーズ）
- 制作協力 - アズバーズ
- 制作著作 - テレビ朝日

## 放送日程
| 各話                                                           | 放送日  | サブタイトル                                  | 演出     | 視聴率 |
| -------------------------------------------------------------- | ------- | --------------------------------------------- | -------- | ------ |
| 第1話                                                          | 4月21日 | 諦めない元夫婦の最強コンビ 掟破りの勝利の裏技 | 本橋圭太 | 12.9%  |
| 第2話                                                          | 4月28日 | 大逆転 鍵は300枚の領収書                      | 本橋圭太 | 09.9%  |
| 第3話                                                          | 5月05日 | 大勝負 生き残りをかけた戦                     | 田村直己 | 10.5%  |
| 第4話                                                          | 5月12日 | ぶっ壊す! 因縁の親子バトル!!                  | 田村直己 | 11.1%  |
| 第5話                                                          | 5月19日 | 許さない! 最低男に謝罪要求!!                  | 本橋圭太 | 09.1%  |
| 第6話                                                          | 5月26日 | 俺が救う!! 借金3億から大逆転                  | 常廣丈太 | 09.3%  |
| 第7話                                                          | 6月02日 | 温泉爆発!? 理不尽な敵に勝つ!                  | 田村直己 | 11.7%  |
| 第8話                                                          | 6月09日 | 今夜決着!! 3億を巡る法廷対決                  | 本橋圭太 | 11.5%  |
| 最終話                                                         | 6月16日 | 最終決戦元夫婦、究極の選択                    | 本橋圭太 | 10.3%  |
| 平均視聴率 10.8%（視聴率はビデオリサーチ調べ、関東地区・世帯） |         |                                               |          |        |